# Église catholique au Royaume-Uni
Ne doit pas être confondu avec Église catholique en Angleterre et au pays de Galles ou Église d'Angleterre.
L'Église catholique au Royaume-Uni (en anglais : « Catholic Church in the United Kingdom »), désigne l'organisme institutionnel et sa communauté locale ayant pour religion le catholicisme au Royaume-Uni (dont l'Angleterre et pays de Galles, l'Écosse et l'Irlande du Nord).    
L'Église catholique au Royaume-Uni est organisée en huit provinces ecclésiastiques qui ne sont pas soumises à une juridiction nationale au sein d'une Église nationale mais sont soumises à la juridiction universelle du pape, évêque de Rome, au sein de l'« Église universelle ».    
Sur les huit provinces, sept sont totalement au Royaume-uni, la huitième a une partie au Royaume-Uni (Irlande du Nord) et une autre en Irlande. Les huit provinces répartissent 38 diocèses (8 archidiocèses métropolitains et 30 diocèses) qui rassemblent 3 104 paroisses.  
En étroite communion avec le Saint-Siège, les évêques des diocèses au Royaume-Uni, sont membres, selon leurs diocèses, d'une des trois instance de concertations au Royaume-Uni :
- Église catholique en Angleterre et au pays de Galles : Conférence des évêques d'Angleterre et du pays de Galles ;
- Église catholique en Écosse : Conférence des évêques d'Écosse ;
- Église catholique en Irlande (nord et sud) : Conférence des évêques irlandais.

La confession anglicane est la religion d'État en Angleterre, tout en autorisant les autres confessions dont l'Église catholique,. Les trois autres nations constitutives du Royaume-Uni (Écosse, Irlande du Nord et Pays de Galles) n'ont pas de religion d'État.
L'Église catholique est une communauté minoritaire au Royaume-Uni.

## Histoire
Pour l'histoire de l'Église catholique en :
- Angleterre et pays de Galles, voir : Église catholique en Angleterre et au pays de Galles
- Écosse, voir : Église catholique en Écosse
- Irlande, voir : Église catholique en Irlande (nord et sud)

Tableau de la religion d'État des quatre nations constitutives du Royaume-Uni :   
| État             | État            | Religion         | Date        |
| ---------------- | --------------- | ---------------- | ----------- |
| Grande- Bretagne | Angleterre      | Anglicanisme     | en cours    |
| Grande- Bretagne | Pays de Galles  | Anglicanisme     | Fin en 1920 |
| Grande- Bretagne | Écosse          | Presbytérianisme | Fin en 1921 |
| Irlande du Nord  | Irlande du Nord | Anglicanisme     | Fin en 1871 |

## Statistiques
Les fidèles catholiques sont 841 053 (15,9 %) en Écosse et 738 033 (41 %) en Irlande du Nord. L’Angleterre compte 59,4 % de chrétiens et le Pays de Galles 57,6 %. Ces deux derniers réunis ont 4,1 millions de catholiques (7,4%). Au total, dans une population de 65,6 millions d'habitants au Royaume-Uni, les chrétiens sont 59.5% (dont 5,7 millions de catholiques), les sans-religion 32,9 %, et les musulmans 4,4%.